# ستيريون زائغ
ستيريون زائغ (الاسم العلمي:Satyrium aberrans) هو نوع من النباتات يتبع جنس الستيريون من الفصيلة السحلبية.